# Kedung Batur
Kedung Batur is een bestuurslaag in het regentschap Purworejo van de provincie Midden-Java, Indonesië. Kedung Batur telt 267 inwoners (volkstelling 2010).